# Kjell Lejon
Kjell Olof Urban Lejon, född 1 februari 1958 i Rydaholms församling i Jönköpings län, är en svensk präst och professor i religionsvetenskap med inriktning mot historisk teologi vid Linköpings universitet, författare och vicerektor vid Johannelunds teologiska högskola. Han är teologie doktor och docent i kyrkohistoria vid Lunds universitet samt Master of Arts och Doctor of Philosophy in Religious Studies vid University of California i Santa Barbara.

## Biografi
Lejon utbildades till officer i reserven vid Infanteriets kadett- och aspirantskola (InfKAS) och erhöll så småningom kaptens grad. Han blev efter teologiska studier i Lund prästvigd 1984 av biskop Sven Lindegård i Växjö domkyrka. Därefter blev Lejon utnämnd till brigadpastor vid Hallandsbrigaden och har även varit verksam som fartygspastor på flottans långresefartyg HMS Carlskrona (1990–1991). Han har varit komminister i Värnamo församling och domkyrkokaplan i Uppsala domkyrkoförsamling. Under tiden som domkyrkokaplan meddelade Lejon att han inte kan välsigna samkönade par.
Lejon var biskopskandidat för Göteborgs stift 2003. Han nominerades 2010 som kandidat till ny biskop i Växjö stift efter Sven Thidevall, och kom trea i biskopsvalet 30 augusti 2010. Han nominerades och gick vidare i nomineringsvalet inför valet till biskop i Växjö 2014, men avböjde kandidaturen. Han har även varit nominerad som biskopskandidat i Linköpings och Karlstads stift.
Lejon har en mångårig verksamhet som studierektor, programansvarig och forskningsmiljöföreståndare med mera vid Linköpings universitet. Han är politiskt aktiv i kristdemokraterna och var tidigare medlem av det kristdemokratiska idéinstitutet Civitas och medförfattare i ideologiboken Det gemensamma bästa och dess uppföljning Kristdemokrati. Människosyn. Etik. Han har varit ersättare i riksdagen under perioden 1998–2002 och 2018–2022. Han var ledamot i kommunfullmäktige (2018–2022) och bildningsnämnden i Linköpings kommun (2018–2022). I november 2023 valdes han in i KD:s partistyrelse.
Han har föreläst på en rad universitet i USA, samt föreläst/presenterat forskningsresultat i flera andra länder, såsom Finland, Tyskland, England, Irland, Frankrike, Spanien, Grekland, Österrike, Qatar och Kina. Han var under läsåren 2005/06, 2007/08 och 2008/09 gästprofessor vid Claremont McKenna College i Claremont i Kalifornien.
Lejon var verksam som högskolerektor vid  Johannelunds teologiska högskola i Uppsala under åren 2015–2018 och därefter som  vicerektor med bland annat uppdrag som ordförande i högskolans docenturnämnd (2018–ff).

## Övriga engagemang
Kjell Lejon har genom åren varit ledamot i en lång rad styrelser, såsom i Stångåstaden AB, Studentbostäder AB (Linköping), Sankt Kors AB (2024-), Svenska Evangeliska Alliansen, Ja till Livet, Pro Vita, tankesmedjan Claphaminstitutet fram till 2019, i Kyrkomötet (2018–2021) och Birgittastiftelsen (2017–2022). Han är styrelseledamot i Frimodig kyrka i Linköpings stift.